# Mascarinus mascarin
Il pappagallo delle Mascarene o mascarino (Mascarinus mascarin Linnaeus, 1771) è una specie estinta di pappagallo endemica di Réunion, un'isola appartenente al gruppo delle Mascarene, nell'oceano Indiano occidentale. La sua posizione tassonomica è stata oggetto di un vasto dibattito tra gli studiosi. Infatti, le sue caratteristiche morfologiche lo mettono in relazione con i pappagalli della sottofamiglia Psittaculinae, ma da un punto di vista genetico risulta maggiormente imparentato con i pappagalli vasa. La questione non è stata ancora risolta.
Il pappagallo delle Mascarene misurava circa 35 cm di lunghezza e aveva un grosso becco rosso e lunghe penne caudali arrotondate. Aveva le zampe rosse e una zona di pelle glabra parimenti rossa attorno agli occhi e alle narici. Aveva una maschera facciale nera e penne della coda parzialmente bianche, ma la colorazione del corpo, delle ali e della testa non è nota con certezza. Le descrizioni effettuate a partire da esemplari in vita indicano che corpo e testa erano di color grigio cenere, e che la parte bianca della coda presentava due penne centrali scure. Al contrario, le descrizioni effettuate a partire da esemplari impagliati sostengono che il corpo era marrone e la testa bluastra, ma non citano affatto le penne centrali scure della coda. Tuttavia, ciò potrebbe essere dovuto a un cambiamento di colore provocato dall'età e dall'esposizione alla luce, nonché ad altri tipi di danneggiamento. Le sue abitudini sono poco note.
Il pappagallo delle Mascarene venne citato per la prima volta nel 1674, e successivamente esemplari in vita vennero trasportati in Europa, dove vissero in cattività. La specie venne descritta scientificamente nel 1771. Attualmente ne rimangono solo due esemplari impagliati, a Parigi e a Vienna. La data e la causa della sua estinzione sono sconosciute. L'ultima testimonianza dell'esistenza dell'animale, risalente al 1834, è considerata dubbia, quindi è probabile che esso sia scomparso prima del 1800, e potrebbe essersi estinto in natura addirittura in precedenza.

## Tassonomia

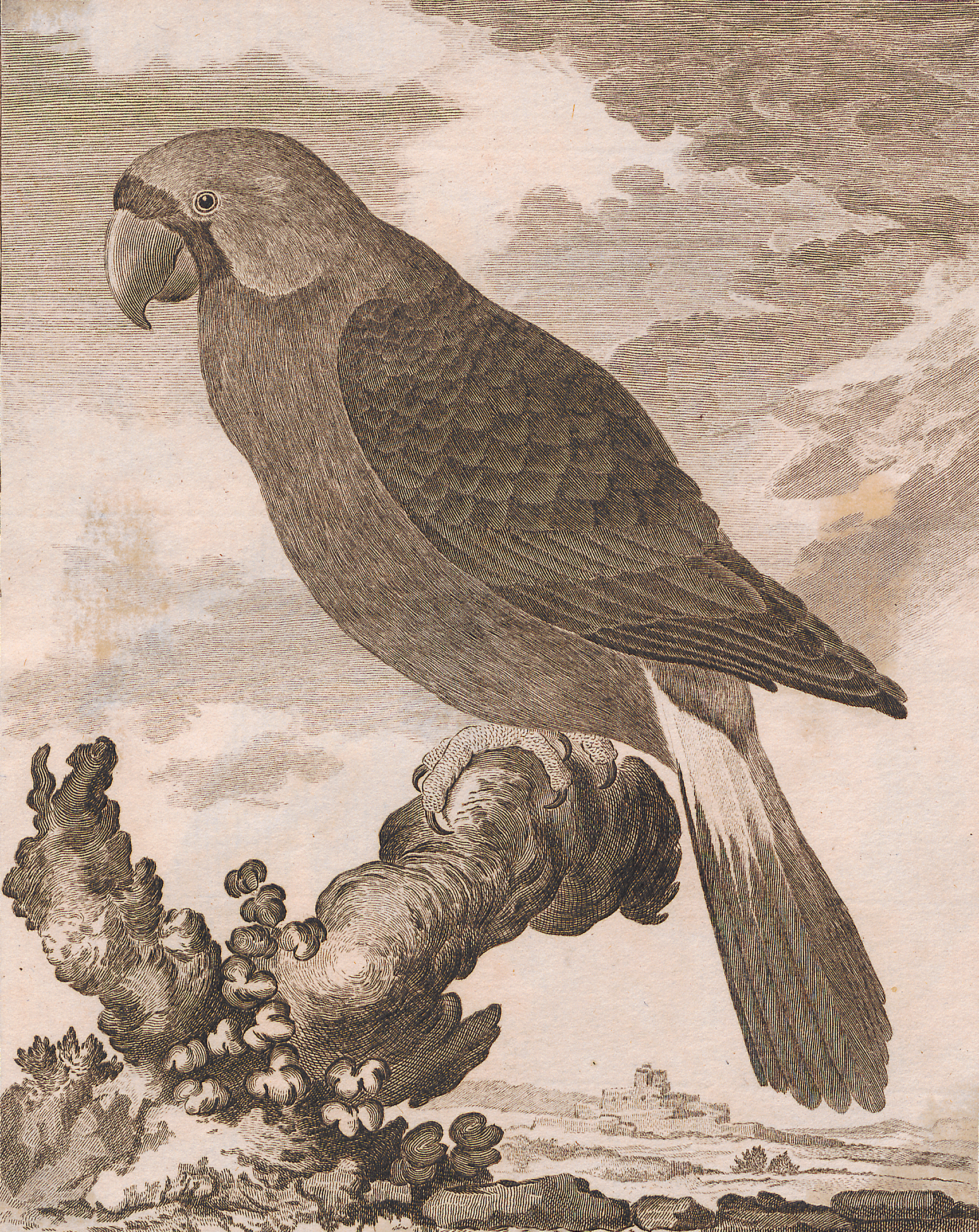
Tavola tratta dalla Histoire Naturelle di Buffon.

Il pappagallo delle Mascarene venne menzionato per la prima volta dal viaggiatore francese Sieur Dubois nel suo resoconto di viaggio del 1674 e successivamente esemplari ancora viventi vennero descritti solamente poche volte. Almeno tre esemplari in vita vennero portati in Francia verso la fine del XVIII secolo e tenuti in cattività, due dei quali vennero descritti mentre erano ancora vivi. Oggi, ne rimangono due esemplari impagliati. L'olotipo, l'esemplare MNHN 211, è conservato al Muséum National d'Histoire Naturelle di Parigi, mentre l'altro, l'esemplare NMW 50.688, è al Naturhistorisches Museum di Vienna. Quest'ultimo venne acquistato dal Leverian Museum durante una vendita a Londra nel 1806. Un terzo esemplare impagliato andato perduto esisteva ancora agli inizi del XVIII secolo.
Il pappagallo delle Mascarene venne descritto con il nome Psittacus mascarinus (abbreviato in «mascarin») dallo zoologo svedese Carlo Linneo nel 1771. Questo nome venne usato per la prima volta dallo zoologo e filosofo naturale francese Mathurin Jacques Brisson nel 1760, ma non come nome scientifico. Il nome si riferisce alle isole Mascarene, che a loro volta prendono il nome dal loro scopritore portoghese, Pedro Mascarenhas.
I primi scrittori sostenevano che il pappagallo delle Mascarene vivesse nel Madagascar, un'idea che portò il naturalista e ornitologo francese René Primevère Lesson a coniare il sinonimo junior Mascarinus madagascariensis nel 1831. Questo nuovo nome generico prevalse e, quando Tommaso Salvadori lo combinò con il primo nome specifico nel 1891, creò un tautonimo (un nome scientifico le cui due parti sono identiche). Lesson inoltre classificò in Mascarinus anche specie appartenenti ai generi Tanygnathus e Psittacula, ma questa veduta non venne accettata dagli altri autori. L'anno seguente, l'erpetologo tedesco Johann Georg Wagler istituì il genere Coracopsis per il pappagallo delle Mascarene (che divenne quindi Coracopsis mascarina) e il vasa nero (Coracopsis nigra). Lo zoologo inglese William Alexander Forbes, credendo che mascarinus fosse un nome specifico invalido, dal momento che era identico al nome generico, coniò il nuovo nome Mascarinus duboisi nel 1879, in onore di Dubois.
Un pappagallo di colore scuro non meglio identificato avvistato dal naturalista svedese Fredrik Hasselqvist in Africa ricevette il nome Psittacus obscurus da Linneo nel 1758, che successivamente, nel 1766, lo considerò sinonimo del pappagallo del Mascarene. A causa di questa associazione, alcuni autori credettero che anch'esso provenisse dalle isole Mascarene, ma la descrizione di questo pappagallo scuro differisce notevolmente da quella del pappagallo delle Mascarene. Questa svista portò alcuni autori a utilizzare combinazioni invalide dei nomi scientifici, come Mascarinus obscurus e Coracopsis obscura. Tuttavia, è probabile che il misterioso pappagallo in questione fosse stato un semplice pappagallo cenerino (Psittacus erithacus).
Un altro esemplare di pappagallo non meglio identificato, questa volta di colore marrone e ospitato nel Cabinet du Roi, viene citato dal naturalista francese Buffon nel 1779 nella sua descrizione del pappagallo delle Mascarene, nella quale segnala le similitudini e le differenze tra i due. Il paleontologo inglese Julian Hume ha ipotizzato che si trattasse di un vasa nero o di un vecchio parrocchetto grigio delle Mascarene (Psittacula bensoni) dal piumaggio sbiadito. L'esemplare è andato perduto. Lo zoologo e tassonomista George Robert Gray inserì alcune sottospecie di ecletto (Eclectus roratus) originarie delle Molucche in Mascarinus nel suo libro A List of the Genera of Birds degli anni '40 del XIX secolo, ma questa veduta venne ben presto scartata da altri autori.
Resti subfossili di pappagallo sono stati successivamente portati alla luce in alcune grotte di Réunion. Le analisi ai raggi X dei due esemplari impagliati esistenti di pappagallo delle Mascarene hanno reso possibile comparare le ossa rimanenti con quelle subfossili e hanno mostrato come queste avessero dimensioni intermedie rispetto a quelle degli esemplari moderni. Il vasa nero venne introdotto a Réunion non prima del 1780 ma, sebbene le ossa subfossili di pappagallo ricordassero quelle di questa specie sotto alcuni aspetti, esse sono molto più simili a quelle del pappagallo delle Mascarene e vengono quindi ritenute appartenenti a esso.

### Evoluzione

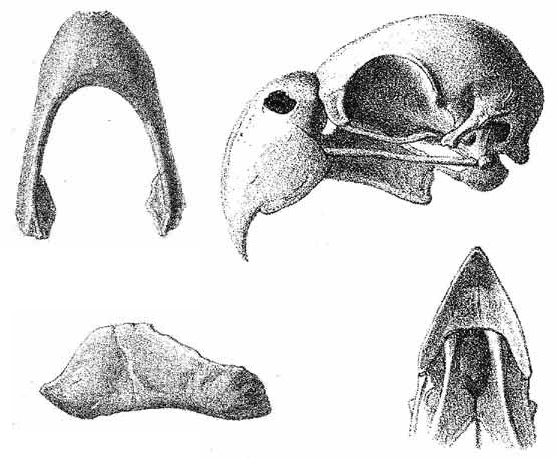
Gli elementi del cranio estratti dall'esemplare di Parigi (1866).

I legami evolutivi del pappagallo delle Mascarene non sono del tutto chiari, e a partire dalla metà del XIX secolo due ipotesi contrapposte sono state prese in considerazione dagli studiosi. Alcuni autori lo classificano tra gli Psittricasini (di origine africana) a causa dei toni scuri del piumaggio, e altri con gli Psittaculini (di origine asiatica) a causa del grosso becco rosso, aspetto diagnostico di questo gruppo. L'aspetto del piumaggio è certamente piuttosto insolito per uno psittaculino, ma altri membri di questo gruppo presentano disegni facciali neri simili.
Il livello del mare era più basso nel corso del Pleistocene, e così fu possibile per alcune specie colonizzare le Mascarene a partire da altre aree. Sebbene si sappia ben poco riguardo quasi tutte le specie estinte di pappagalli delle Mascarene, i resti subfossili indicano che esse condividevano tutte aspetti comuni, come testa e becco grandi, ossa pettorali ridotte e ossa delle zampe robuste. Hume ritiene che la loro origine comune vada ricercata in una particolare radiazione della tribù degli Psittaculini sulla base di alcune caratteristiche morfologiche e sul fatto che i pappagalli del genere Psittacula sono stati in grado di colonizzare molte isole remote dell'oceano Indiano. Secondo questa teoria, gli Psittaculini potrebbero aver invaso l'area diverse volte, dato che molte delle specie erano così specializzate che potrebbero essersi evolute significativamente su questo hotspot prima che le Mascarene emergessero dal mare.
La nascita di Réunion risale a 3 milioni di anni fa, quindi vi fu abbastanza tempo per consentire l'evoluzione di nuovi generi, ma molte specie endemiche potrebbero essere state spazzate via dall'eruzione del vulcano Piton des Neiges avvenuta tra 300.000 e 180.000 anni fa. La maggior parte delle specie recenti e attuali, di conseguenza, discende probabilmente da animali che ricolonizzarono l'isola dall'Africa o dal Madagascar dopo questo evento. Se il pappagallo delle Mascarene si fosse, in effetti, evoluto in un genere distinto su Réunion prima dell'eruzione vulcanica, sarebbe stato uno dei pochi sopravvissuti di questa estinzione di massa.

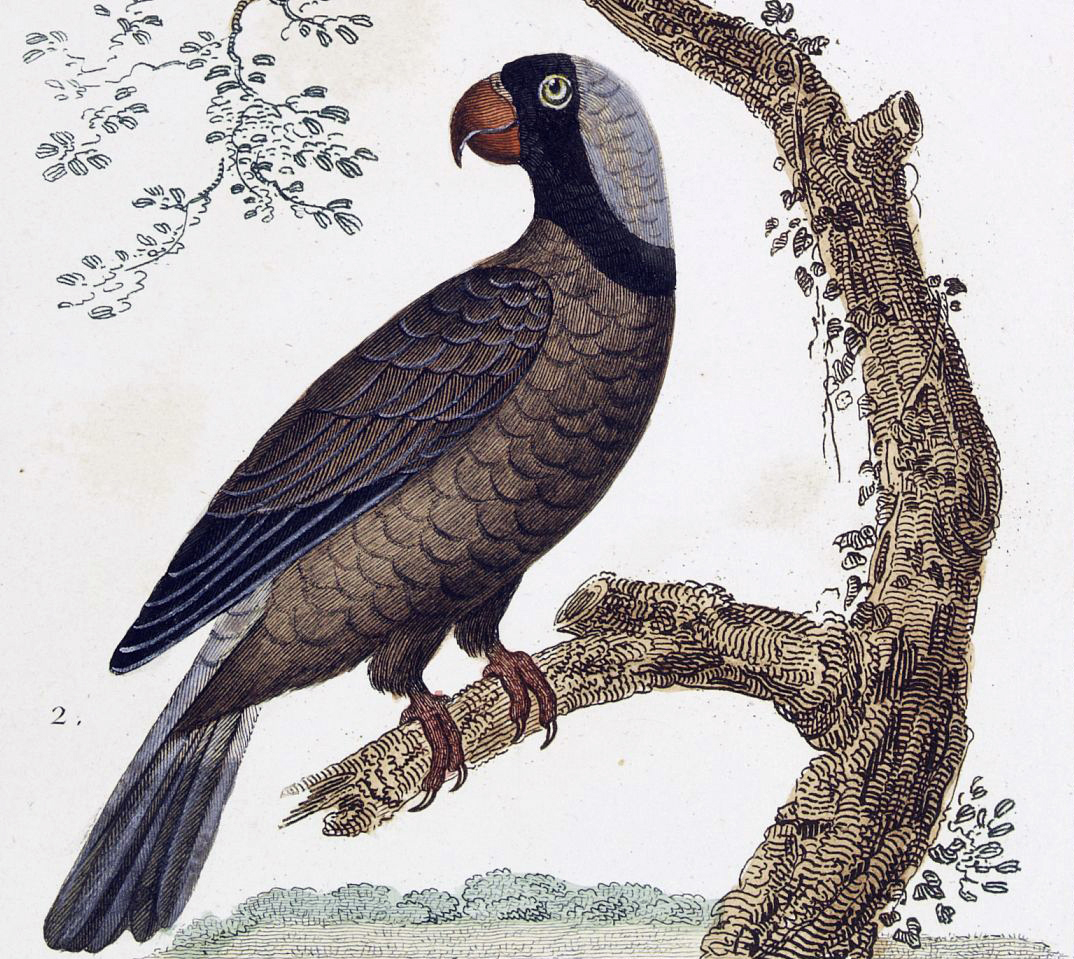
Disegno di Jean-Baptiste Massard (1850).

Al contrario, uno studio genetico effettuato nel 2011 ha indicato che il pappagallo delle Mascarene debba essere classificato tra le sottospecie del vasa nero, presente in Madagascar e su alcune isole vicine, e quindi non sarebbe affatto imparentato con i pappagalli del genere Psittacula. Si è inoltre scoperto che la linea evolutiva che ha portato al pappagallo delle Mascarene si è differenziata tra 4,6 e 9 milioni di anni fa, prima della formazione di Réunion, il che indica che la sua evoluzione deve essere avvenuta altrove. Qua sotto è rappresentato il cladogramma che accompagna lo studio in questione:
|  | Coracopsis vasa drouhardi (Madagascar occidentale) |
|  |                                                    |
|  | Coracopsis vasa vasa (Madagascar occidentale)      |
|  |                                                    |

|  | Coracopsis nigra sibilans (Comore)                                                                                               |
|  | |
|  | \| \| Coracopsis nigra nigra (Madagascar orientale) \| \| \| \| \| \| Coracopsis nigra libs (Madagascar occidentale) \| \| \| \| |
|  | |
|  | Coracopsis nigra nigra (Madagascar orientale)                                                                                    |
|  | |
|  | Coracopsis nigra libs (Madagascar occidentale)                                                                                   |
|  | |

|  | Coracopsis nigra nigra (Madagascar orientale)  |
|  |                                                |
|  | Coracopsis nigra libs (Madagascar occidentale) |
|  |                                                |

|  | Coracopsis nigra sibilans (Comore)                                                                                               |
|  | |
|  | \| \| Coracopsis nigra nigra (Madagascar orientale) \| \| \| \| \| \| Coracopsis nigra libs (Madagascar occidentale) \| \| \| \| |
|  | |
|  | Coracopsis nigra nigra (Madagascar orientale)                                                                                    |
|  | |
|  | Coracopsis nigra libs (Madagascar occidentale)                                                                                   |
|  | |

|  | Coracopsis nigra nigra (Madagascar orientale)  |
|  |                                                |
|  | Coracopsis nigra libs (Madagascar occidentale) |
|  |                                                |

|  | Coracopsis nigra sibilans (Comore)                                                                                               |
|  | |
|  | \| \| Coracopsis nigra nigra (Madagascar orientale) \| \| \| \| \| \| Coracopsis nigra libs (Madagascar occidentale) \| \| \| \| |
|  | |
|  | Coracopsis nigra nigra (Madagascar orientale)                                                                                    |
|  | |
|  | Coracopsis nigra libs (Madagascar occidentale)                                                                                   |
|  | |

|  | Coracopsis nigra nigra (Madagascar orientale)  |
|  |                                                |
|  | Coracopsis nigra libs (Madagascar occidentale) |
|  |                                                |

|  | Coracopsis nigra sibilans (Comore)                                                                                               |
|  | |
|  | \| \| Coracopsis nigra nigra (Madagascar orientale) \| \| \| \| \| \| Coracopsis nigra libs (Madagascar occidentale) \| \| \| \| |
|  | |
|  | Coracopsis nigra nigra (Madagascar orientale)                                                                                    |
|  | |
|  | Coracopsis nigra libs (Madagascar occidentale)                                                                                   |
|  | |

|  | Coracopsis nigra nigra (Madagascar orientale)  |
|  |                                                |
|  | Coracopsis nigra libs (Madagascar occidentale) |
|  |                                                |

|  | Coracopsis vasa drouhardi (Madagascar occidentale) |
|  |                                                    |
|  | Coracopsis vasa vasa (Madagascar occidentale)      |
|  |                                                    |

|  | Coracopsis nigra sibilans (Comore)                                                                                               |
|  | |
|  | \| \| Coracopsis nigra nigra (Madagascar orientale) \| \| \| \| \| \| Coracopsis nigra libs (Madagascar occidentale) \| \| \| \| |
|  | |
|  | Coracopsis nigra nigra (Madagascar orientale)                                                                                    |
|  | |
|  | Coracopsis nigra libs (Madagascar occidentale)                                                                                   |
|  | |

|  | Coracopsis nigra nigra (Madagascar orientale)  |
|  |                                                |
|  | Coracopsis nigra libs (Madagascar occidentale) |
|  |                                                |

|  | Coracopsis nigra sibilans (Comore)                                                                                               |
|  | |
|  | \| \| Coracopsis nigra nigra (Madagascar orientale) \| \| \| \| \| \| Coracopsis nigra libs (Madagascar occidentale) \| \| \| \| |
|  | |
|  | Coracopsis nigra nigra (Madagascar orientale)                                                                                    |
|  | |
|  | Coracopsis nigra libs (Madagascar occidentale)                                                                                   |
|  | |

|  | Coracopsis nigra nigra (Madagascar orientale)  |
|  |                                                |
|  | Coracopsis nigra libs (Madagascar occidentale) |
|  |                                                |

|  | Coracopsis nigra sibilans (Comore)                                                                                               |
|  | |
|  | \| \| Coracopsis nigra nigra (Madagascar orientale) \| \| \| \| \| \| Coracopsis nigra libs (Madagascar occidentale) \| \| \| \| |
|  | |
|  | Coracopsis nigra nigra (Madagascar orientale)                                                                                    |
|  | |
|  | Coracopsis nigra libs (Madagascar occidentale)                                                                                   |
|  | |

|  | Coracopsis nigra nigra (Madagascar orientale)  |
|  |                                                |
|  | Coracopsis nigra libs (Madagascar occidentale) |
|  |                                                |

|  | Coracopsis nigra sibilans (Comore)                                                                                               |
|  | |
|  | \| \| Coracopsis nigra nigra (Madagascar orientale) \| \| \| \| \| \| Coracopsis nigra libs (Madagascar occidentale) \| \| \| \| |
|  | |
|  | Coracopsis nigra nigra (Madagascar orientale)                                                                                    |
|  | |
|  | Coracopsis nigra libs (Madagascar occidentale)                                                                                   |
|  | |

|  | Coracopsis nigra nigra (Madagascar orientale)  |
|  |                                                |
|  | Coracopsis nigra libs (Madagascar occidentale) |
|  |                                                |

Un altro gruppo di scienziati ha in seguito riconosciuto la fondatezza di queste affermazioni, ma, sostenendo che i campioni esaminati potessero essere stati danneggiati, ha sostenuto la necessità di ulteriori analisi prima che l'annosa questione possa essere ritenuta del tutto risolta. Inoltre ha fatto notare che se Mascarinus è a tutti gli effetti un membro del genere Coracopsis, quest'ultimo nome diventerebbe un sinonimo junior, dal momento che l'altro nome è più antico. Hume ha espresso sorpresa per questi risultati a causa delle similitudini anatomiche tra il pappagallo delle Mascarene e altri pappagalli delle isole che si ritiene siano Psittaculini. Ha inoltre fatto notare che su altre isole non vi è alcuna testimonianza fossile a supportare l'ipotesi che la specie si sia evoluta altrove prima di aver raggiunto Réunion.

## Descrizione

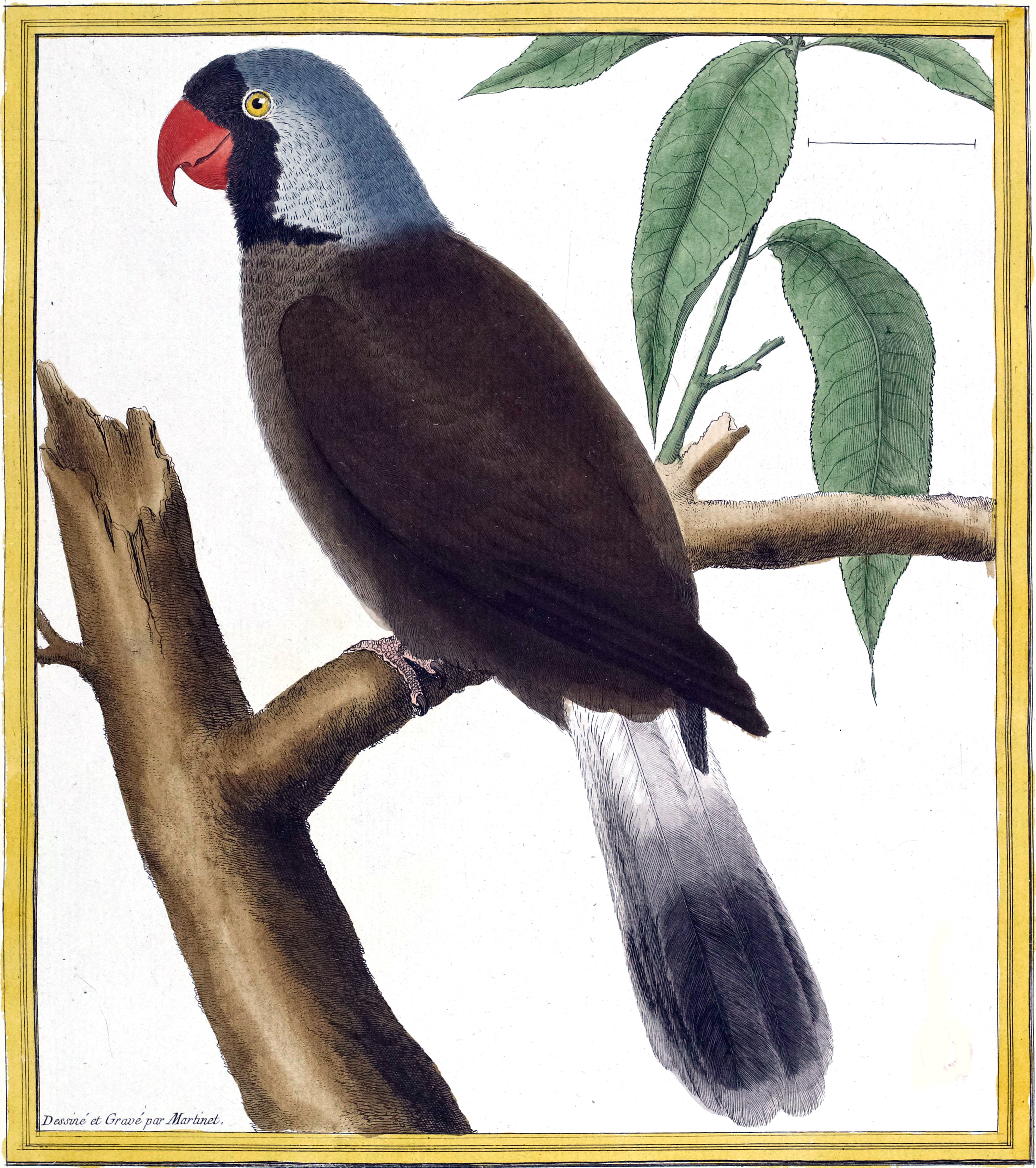
La tavola di Martinet (1779) mostra un uccello con testa bluastra e corpo marrone.

Il pappagallo delle Mascarene misurava circa 35 cm di lunghezza. L'ala misurava 211 mm, la coda 144–152 mm, il becco 32–36 mm e il tarso 22–24 mm. Aveva un becco rosso grande e abbastanza lungo, e penne della coda arrotondate. Sulla parte frontale della testa presentava una maschera facciale simile a una zona di velluto nero. A seconda delle varie descrizioni e raffigurazioni, tuttavia, vi sono varie discrepanze riguardo alla colorazione del corpo, delle ali, delle penne della coda e della testa. Nel 1674, Dubois descrisse gli esemplari in vita come petit-gris, che sarebbe la colorazione della fase scura dello scoiattolo rosso. Questa colorazione equivarrebbe a un grigio-nerastro scuro o a un marrone. Nel 1760, Brisson pubblicò la seguente descrizione basandosi su un esemplare in cattività (che potrebbe essere quello attualmente conservato a Parigi):

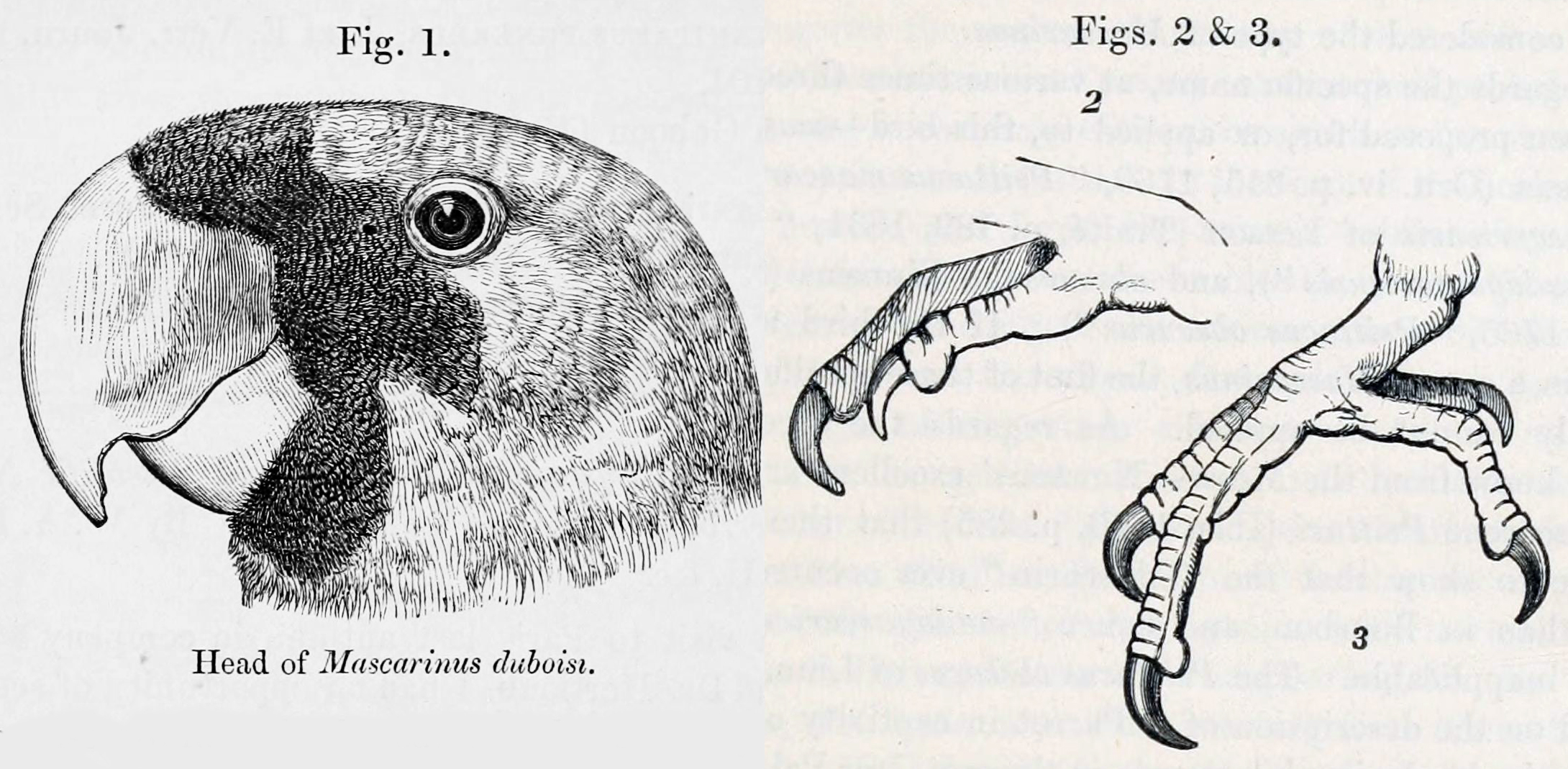
Raffigurazione dell'esemplare di Parigi dopo la rimozione del cranio (1879).

Alcuni autori successivi, invece, descrissero la specie come un uccello dal corpo marrone e dalla testa di colore lilla-bluastro, basandosi su esemplari impagliati, e da allora questa è divenuta l'immagine convenzionale dell'animale. Uccelli in vita non sono mai stati descritti con questa colorazione. Hume ha ipotizzato che questa colorazione sia dovuta all'invecchiamento e all'esposizione alla luce degli esemplari imbalsamati, che da grigi e neri sarebbero divenuti marroni. Una trasformazione simile è avvenuta anche a un esemplare aberrante di spiza americana (talvolta considerato una specie a sé, la spiza di Townsend, Spiza townsendi), che da grigio è divenuto marrone.
A creare confusione riguardo alla colorazione del pappagallo delle Mascarene ha contribuito anche la tavola dell'incisore e naturalista francese François-Nicolas Martinet che compare nella Histoire Naturelle Des Oiseaux di Buffon del 1779, la prima raffigurazione a colori di questa specie. In essa l'uccello appare marrone con la testa violacea, e l'intensità di questa colorazione varia considerevolmente da una copia all'altra, dal momento che l'immagine è stata dipinta a mano dai vari artisti che assistettero Martinet nella sua opera. In queste copie, la colorazione del corpo varia dal castano al cioccolato-grigiastro, la coda dal grigio chiaro al grigio-bruno nerastro, e la testa dal grigio-bluastro al grigio-tortora. Sulla tavola mancano anche le due penne centrali scure della coda senza base bianca, così come descritto da Brisson, e tale caratteristica è stata in seguito ripetuta dagli artisti successivi. La raffigurazione e la descrizione di Buffon si basarono forse sull'esemplare di Parigi, che aveva la coda e le ali gravemente danneggiate dall'acido solforico impiegato in un tentativo di fumigazione. L'esemplare di Vienna è parzialmente albino e presenta piume bianche su coda, dorso e ali. Esso quindi non può essere utilizzato per un confronto.
Nel 1879, Forbes dichiarò che la cera era ricoperta da piume che nascondevano le narici. Questo contraddice le altre testimonianze, secondo le quali le narici sarebbero state circondate da pelle glabra di colore rosso. Forbes basò la sua descrizione sull'esemplare di Parigi, cui erano stati precedentemente rimossi il cranio e la mandibola dal mammologo e ornitologo francese Alphonse Milne-Edwards per essere studiati. Questo potrebbe aver portato alla distorsione della forma della testa e delle narici, così come indicato dall'illustrazione che accompagna l'articolo di Forbes.

## Comportamento ed ecologia

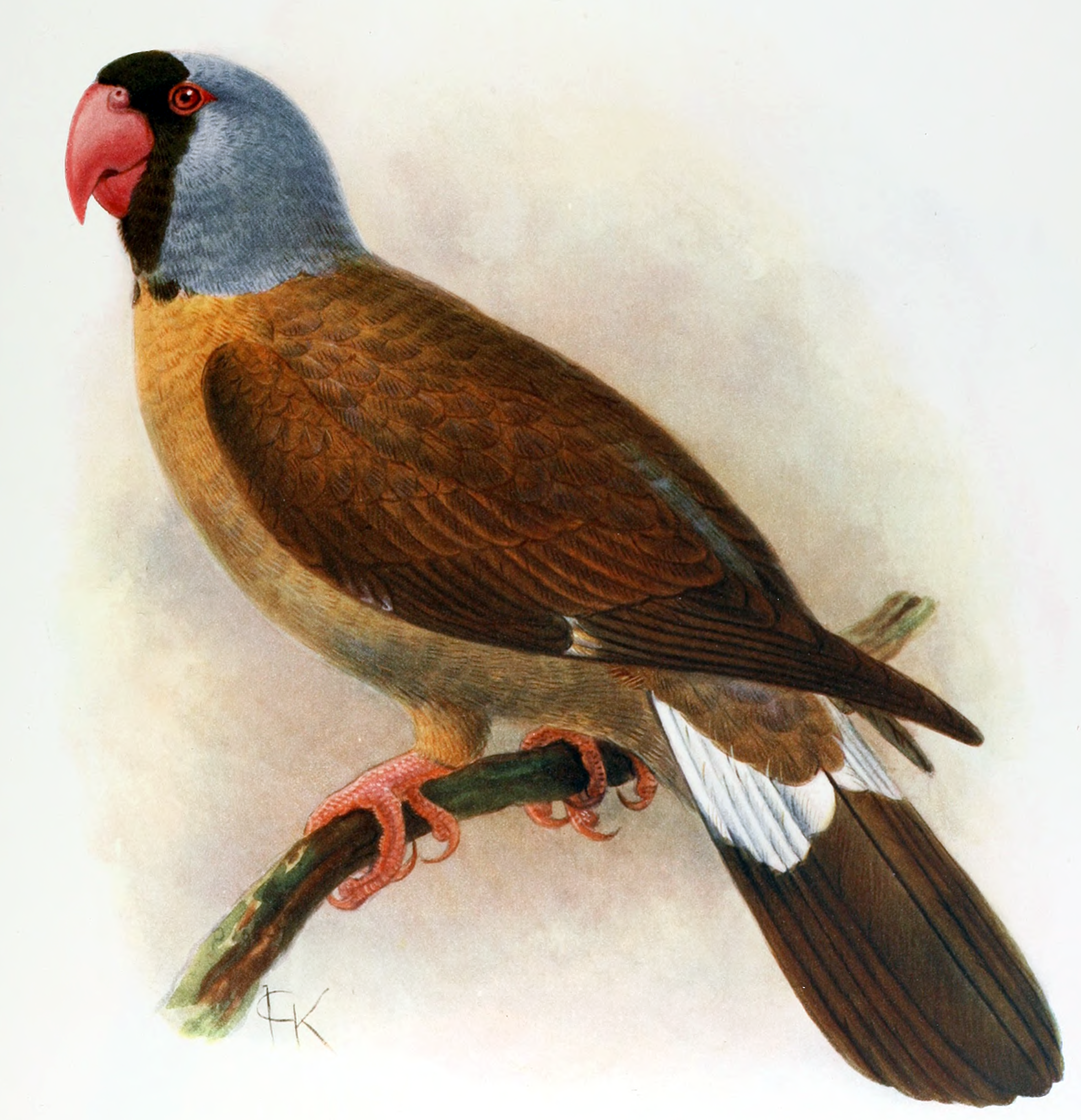
Disegno di John Gerrard Keulemans (1907).

Conosciamo ben poco riguardo alle abitudini del pappagallo delle Mascarene. Dal momento che alcuni esemplari vissero per lungo tempo in cattività, è probabile che esso non avesse una dieta specialista. L'albinismo parziale dell'esemplare di Vienna potrebbe essere dovuto a un lungo periodo trascorso in cattività. Nel 1705, Feuilley dette una descrizione dei pappagalli di Réunion e della loro ecologia, dalla quale si può intuire che essi ingrassassero e dimagrissero da una stagione all'altra:
In passato il pappagallo delle Mascarene potrebbe essere stato presente anche a Mauritius, come testimoniato dai resoconti del XVII secolo del viaggiatore inglese Peter Mundy, il quale parlò di «pappagalli marroncini». Ciò potrebbe essere vero, dal momento che Réunion e Mauritius avevano in comune alcuni tipi di animali, ma l'ipotesi non ha ancora trovato conferma nei ritrovamenti fossili.
Molte altre specie endemiche di Réunion scomparvero dopo l'arrivo dell'uomo e la conseguente distruzione dell'ecosistema dell'isola. Il pappagallo delle Mascarene condivideva l'areale con altri uccelli scomparsi recentemente, come lo storno upupa, l'ibis di Réunion, il parrocchetto di Réunion, il pollo sultano di Réunion, il gufo di Réunion, la nitticora di Réunion e il piccione rosa di Réunion. Tra i rettili estinti presenti sull'isola figurano la testuggine gigante di Réunion e una specie di scinco del genere Leiolopisma non ancora descritta scientificamente. Su Réunion e Mauritius erano diffusi anche la piccola volpe volante di Mauritius e la chiocciola Tropidophora carinata, scomparse da entrambe le isole.

## Estinzione

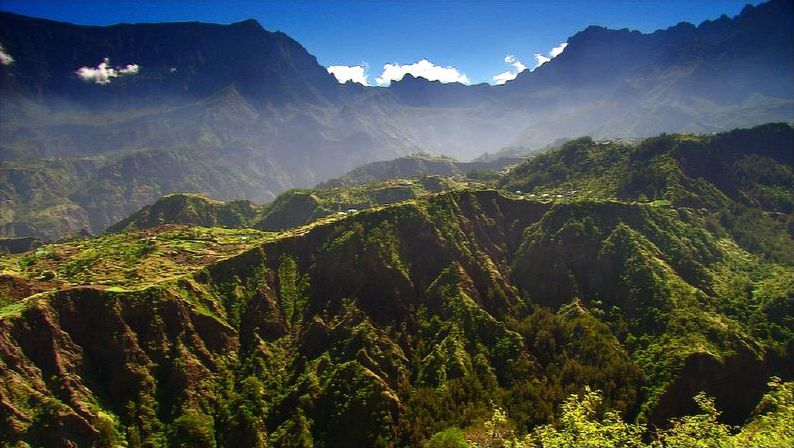
Foresta di montagna a Réunion.

Delle circa otto specie di pappagalli endemici delle Mascarene, solamente il parrocchetto di Mauritius (Psittacula eques) è sopravvissuto. Le altre probabilmente scomparvero tutte a causa della caccia sconsiderata e della deforestazione. La causa e la data dell'estinzione del pappagallo delle Mascarene, tuttavia, sono entrambe sconosciute. Nel 1834, lo zoologo e tassonomista tedesco Carl Wilhelm Hahn pubblicò la descrizione, spesso citata dagli autori successivi, di un pappagallo delle Mascarene in vita di proprietà di Massimiliano I Giuseppe di Baviera. All'epoca l'uccello potrebbe essere stato molto vecchio, e Hahn stesso dichiarò di aver disegnato l'illustrazione che accompagnava lo scritto ritraendo proprio questo esemplare. La Lista Rossa della IUCN riconosce la testimonianza del 1834 come l'ultima citazione di un esemplare in vita.

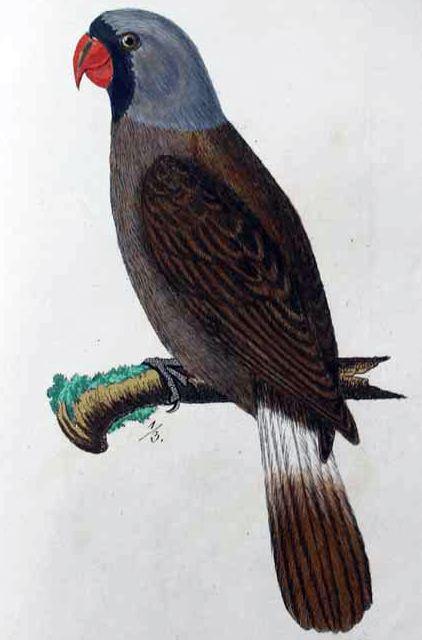
Il disegno di Hahn (1834).

La veridicità dell'affermazione di Hahn venne messa in discussione già nel 1876, e l'illustrazione che la accompagna sembra essere un plagio dalla tavola di François-Nicolas Martinet che era stata pubblicata almeno 50 anni prima. Dopo la morte di re Massimiliano nel 1825, la sua collezione venne messa all'asta, ma nell'inventario delle specie non figura alcun pappagallo delle Mascarene. Hahn non menzionò la data nella quale vide effettivamente l'uccello, che potrebbe risalire anche a molto tempo prima del 1834. Tuttavia, il fatto che l'immagine di Martinet sia stata copiata e che l'esemplare in questione non sia stato imbalsamato (il che risulta piuttosto strano, dal momento che si trattava di un uccello così raro) rende la testimonianza di Hahn piuttosto sospetta. Infatti potrebbe aver basato le sue testimonianze su altre fonti o perfino su dicerie.
Se non si tiene conto della testimonianza di Hahn, il pappagallo delle Mascarene potrebbe probabilmente essere scomparso prima del 1800. L'ultima testimonianza di esemplari selvatici a Réunion risale agli anni '70 del XVIII secolo. Si ritiene che la specie sia scomparsa in natura mentre in Europa ne sopravvivevano ancora degli esemplari in cattività, dal momento che è risaputo che ve ne fossero degli individui anche dopo le ultime citazioni di uccelli selvatici. Negli anni '90 del XVIII secolo, il tassonomista, esploratore e naturalista François Levaillant sosteneva che l'uccello era raro e che ne aveva visti tre esemplari in Francia. Una delle ultime testimonianze di esemplari in vita è questa descrizione di Mauduyt che si riferisce ad alcuni esemplari in cattività, risalente al 1784:
Contrariamente alle affermazioni di Feuilley, Dubois affermava che il pappagallo delle Mascarene non era commestibile, e questo fatto potrebbe aver portato molti dei visitatori di Réunion a ignorarlo. Esso era l'ultimo dei pappagalli originari di Réunion a essersi estinto. L'unica specie di uccello endemica di Réunion scomparsa dopo il pappagallo delle Mascarene è lo storno upupa, che si estinse verso la metà del XIX secolo.